# Doctrine Nixon
La doctrine Nixon est une doctrine géopolitique soutenue par les États-Unis durant la présidence de Richard Nixon. Elle a été élaborée par le président et son conseiller Henry Kissinger. En vertu de cette doctrine, les États-Unis laissent chaque pays se charger de sa propre sécurité, mais peuvent apporter une défense grâce à leur parapluie nucléaire si cela est demandé ou nécessaire.

## Contexte

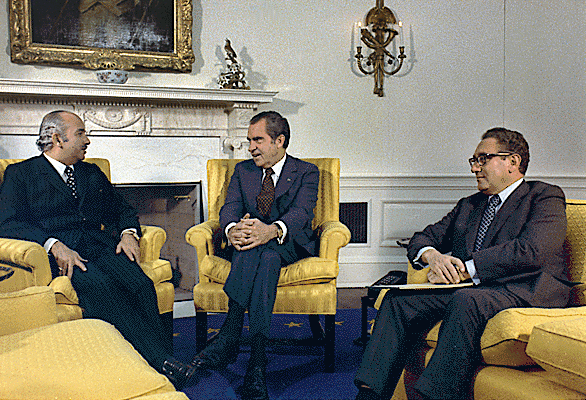
Nixon et Kissinger en compagnie du ministre égyptien Ismail Fahmi en 1973

Lorsque Richard Nixon arrive au pouvoir en 1969, il se trouve aux prises avec deux principaux problèmes. Le premier, militaro-diplomatique, est lié à l'embourbement américain dans la guerre au Vietnam ; le deuxième, économique, est lié à l'essoufflement des accords de Bretton-Woods. Nixon redéfinit donc la politique étrangère des États-Unis dans le monde dans ce nouveau contexte de crise.
Le président Nixon profite d'une visite au territoire américain de Guam pour énoncer sa doctrine, lors d'une conférence de presse du 25 juillet 1969.

## Contenu
La doctrine Nixon soutient que les Américains soutiendront financièrement et matériellement les pays victimes d'une agression, mais ils ne s'engageront pas directement (pas d'intervention de l'armée américaine).
Cette doctrine est à mettre en relation avec les quatre principes de la politique américaine de cette époque, décrite par Kissinger dans ses Mémoires :
- le réalisme (realpolitik) : admettre que l'URSS existe et dialoguer avec elle
- la retenue : éviter de prendre l'avantage
- « la carotte et le bâton » : sanctionner les abus
- le linkage (bandage) : tout geste doit être accompagné d'une contrepartie en un autre domaine[4].

## Conséquences
À partir de 1969, le président Nixon décide de réduire l'engagement militaire américain dans le monde. 
Contrairement aux doctrines de ses prédécesseurs, la doctrine Nixon tend à réduire plutôt que d'élargir les engagements des États-Unis. Les grands mouvements diplomatiques doivent désormais remplacer le temps des croisades idéologiques.